# Christian Norberg-Schulz
Thorvald Christian Norberg-Schulz, född den 23 maj 1926 i Oslo, död där den 28 mars 2000, var en norsk arkitekt, arkitekturteoretiker och professor.
Norberg-Schulz tog arkitektexamen 1949 vid ETH i Zürich där han fått kontakt med den inflytelserike arkitekturteoretikern Sigfried Giedeon. Därefter reste han tillbaka till Norge där han träffade arkitekten Arne Korsmo. 
Tillsammans genomförde de några villaprojekt i Oslo-området och bildade dessutom arkitektgruppen PAGON, som mer eller mindre var en tankesmedja, kopplad till den internationella modernistiska sammanslutningen CIAM. 
Under 1950-talet och början av 1960-talet kom Christian Norberg-Schulz att studera arkitektur vid Harvard och i Rom och började därefter att undervisa vid Arkitektur- og designhøgskolen i Oslo (AHO).
Norberg-Schulz verk omfattar avhandlingar, böcker och skrifter som spänner mellan lokal, norsk stavkyrkoarkitektur till italienska renässansbyggnader och 1900-talets modernism. Många av dessa verk har översatts till en rad språk. 